# گریگور آلوزیان
گریگور آلوزیان (انگلیسی: Krikor Alozian؛ زادهٔ ۲۴ آوریل ۱۹۷۹) یک بازیکن فوتبال ارمنی-لبنانی است.

## باشگاهی
از باشگاه‌هایی که در آن بازی کرده‌است می‌توان به باشگاه فوتبال هومنتمن بیروت اشاره کرد.

## تیم ملی
وی همچنین در تیم تیم ملی فوتبال لبنان بازی کرده است.